# 张岩松
张岩松（1963年9月—），安徽肥东人，汉族，中国共产党党员。中华人民共和国政治人物、第十三届全国人民代表大会云南省代表。

## 生平
张岩松长期在中央任职，曾任中华人民共和国财政部农业司副处长、处长、副司长，财政部驻重庆市财政监察专员办事处党组书记、监察专员等职务。
2017年，张岩松来到云南省，成为该省财政厅党组书记、厅长，2018年，张岩松被选为云南省出席第十三届全国人民代表大会的代表。2022年，不再担任云南省财政厅厅长。